# Sarcomelicope
Sarcomelicope là một chi thực vật thuộc họ Rutaceae. Chi này có các loài sau (tuy nhiên danh sách này có thể chưa đủ):
- Sarcomelicope glauca, T.Hartley
- Sarcomelicope simplicifolia (Endl.) T.G.Hartley